# Kościół św. Małgorzaty w Żurowej
Kościół św. Małgorzaty w Żurowej – rzymskokatolicki kościół parafialny pw. św. Małgorzaty, wzniesiony w latach 1595-1602, znajdujący się w Żurowej.

## Historia
Kościół w Żurowej powstał w latach 1595-1602. W 1749 i 1794 był remontowany. W 1906 kościół został powiększony przez przedłużenie nawy i dobudowanie obszernej kruchty od strony zachodniej. Remontowany ponownie w 1956 i 1967.

## Architektura i wyposażenie
Jest to budowla konstrukcji zrębowej, orientowana. Bryła świątyni składa się z trójbocznie zamkniętego prezbiterium z zakrystią od północy, szerszą nawą z niewielką kruchtą i przestronnym przedsionkiem. Całość pokryta blaszanym dachem trójkalenicowym z ośmioboczną baniastą wieżyczką na sygnaturkę, nad nawą. Ściany oszalowane pionowo deskami. Okna tylko od strony południowej.

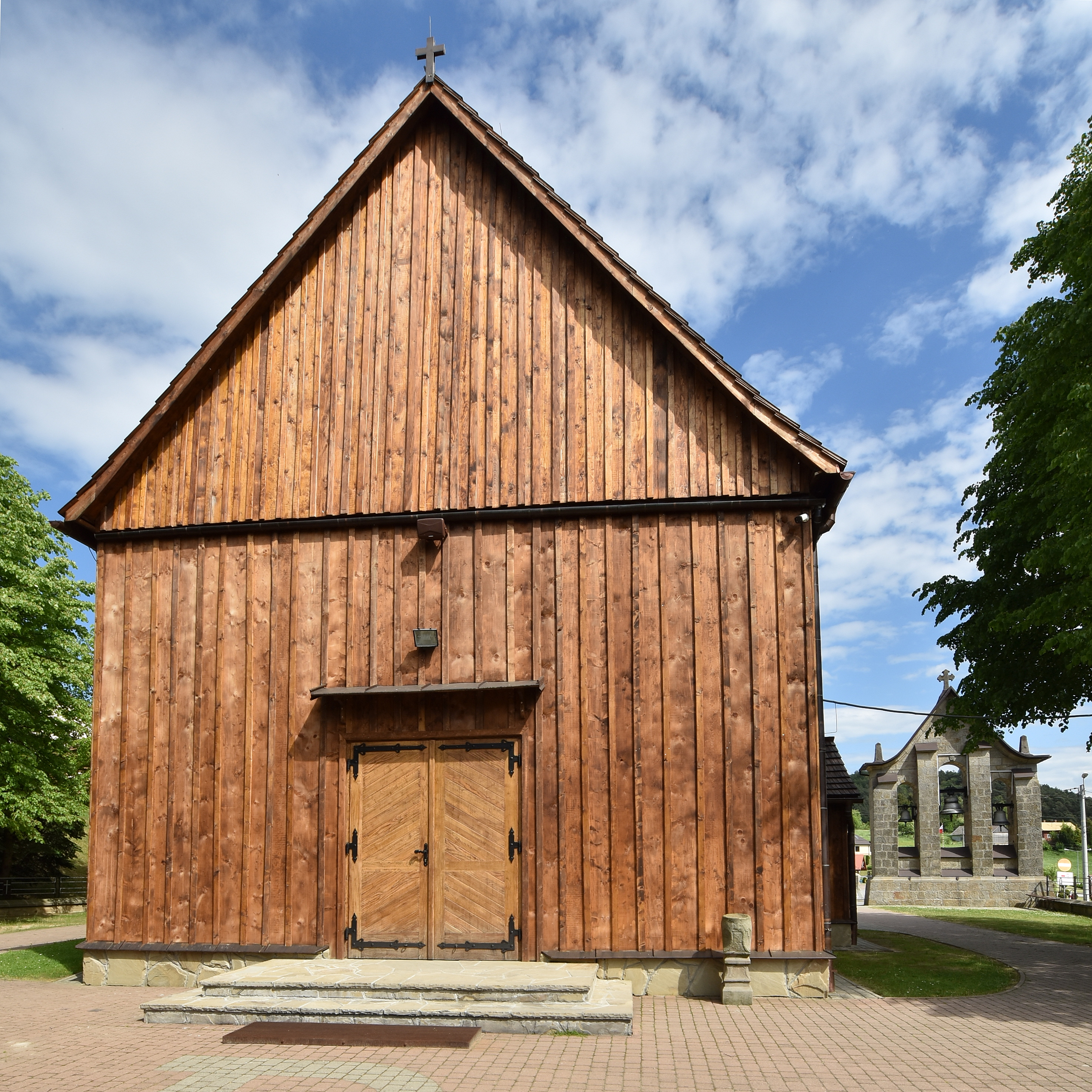
Elewacja frontowa
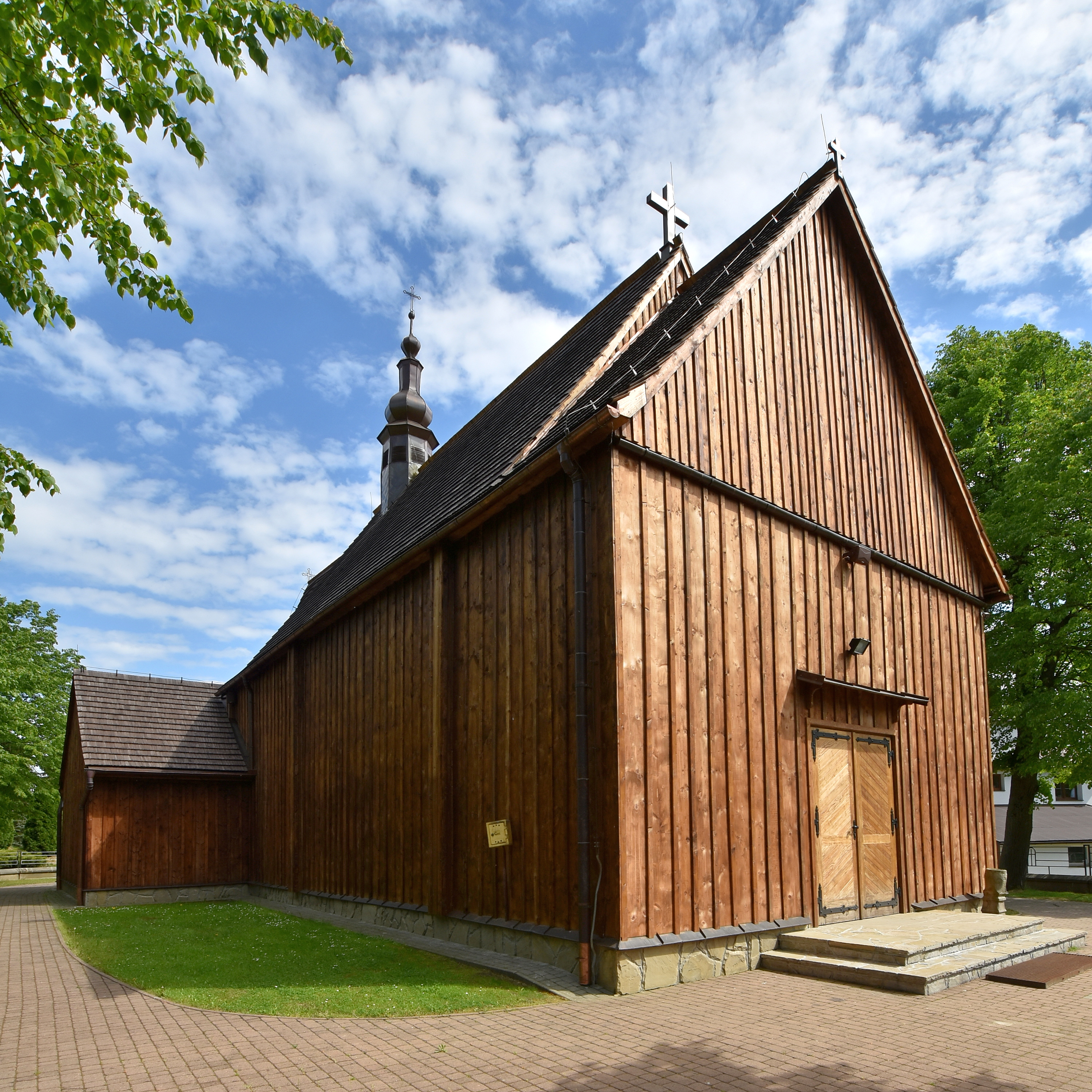
Elewacja północna
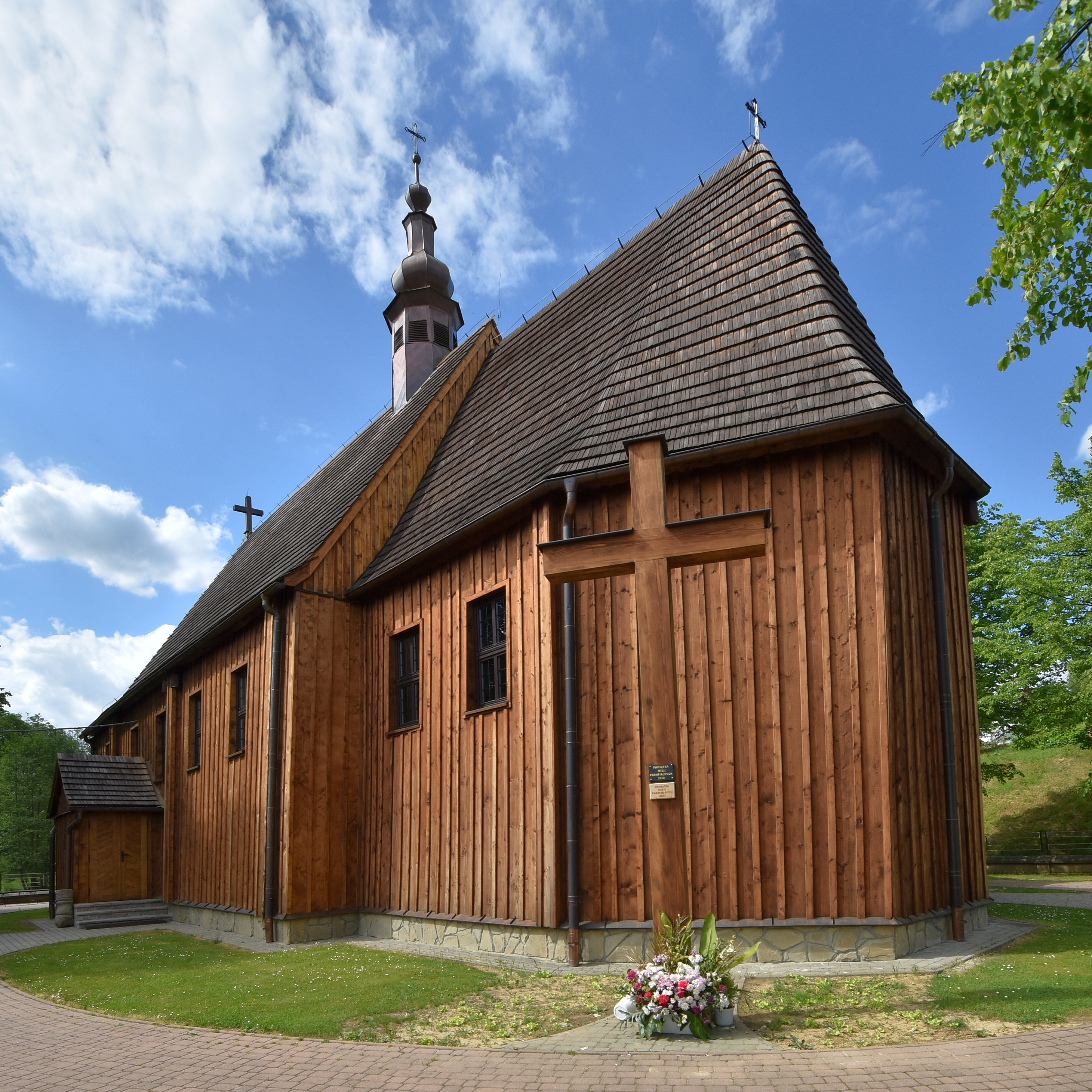
Widok od strony prezbiterium

We wnętrzu spłaszczone pozorne sklepienie kolebkowe z zaskrzynieniami w nawie, wspartymi na dwóch drewnianych filarach. Wnętrze zdobi polichromia figuralna i ornamentalna namalowana w 1906 przez Stanisława Gucwę. Najważniejsze wyposażenie kościoła stanowią: trzy ołtarze, główny neobarokowy z XX w. i dwa ołtarze boczne z obrazami i rzeźbami z 1928; chrzcielnica drewniana z XVIII w.; organy 8-głosowe. W tęczy barokowy krucyfiks oraz późnogotyckie rzeźby Matki Boskiej Bolesnej i św. Jana Ewangelisty z lat 1520-30.

## Otoczenie
Obok kościoła wolnostojąca, kamienna, otynkowana dzwonnica z trzema arkadami z przełomu XIX i XX w. Dwa dzwony pochodzą z 1959, jeden z 1925.

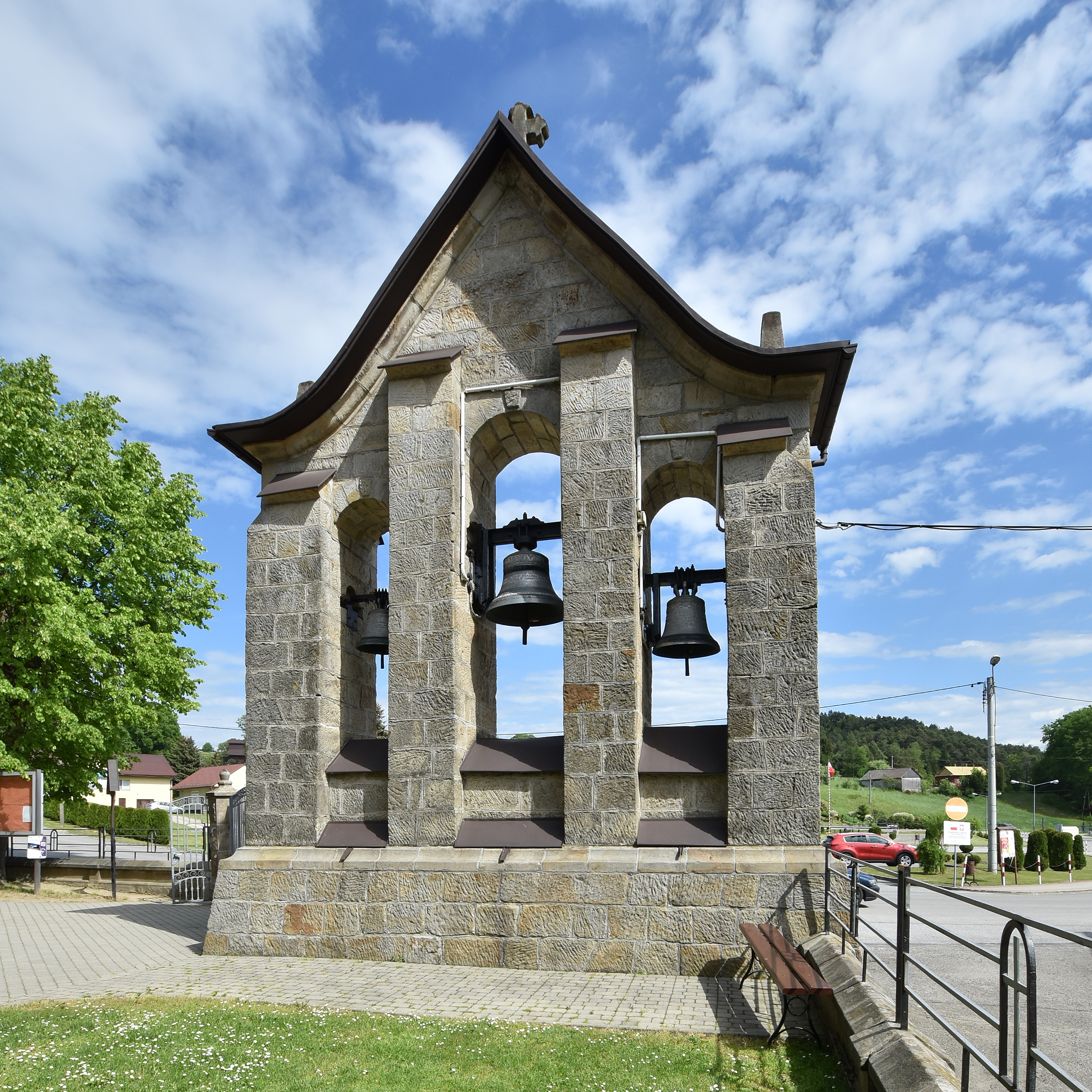
Dzwonnica
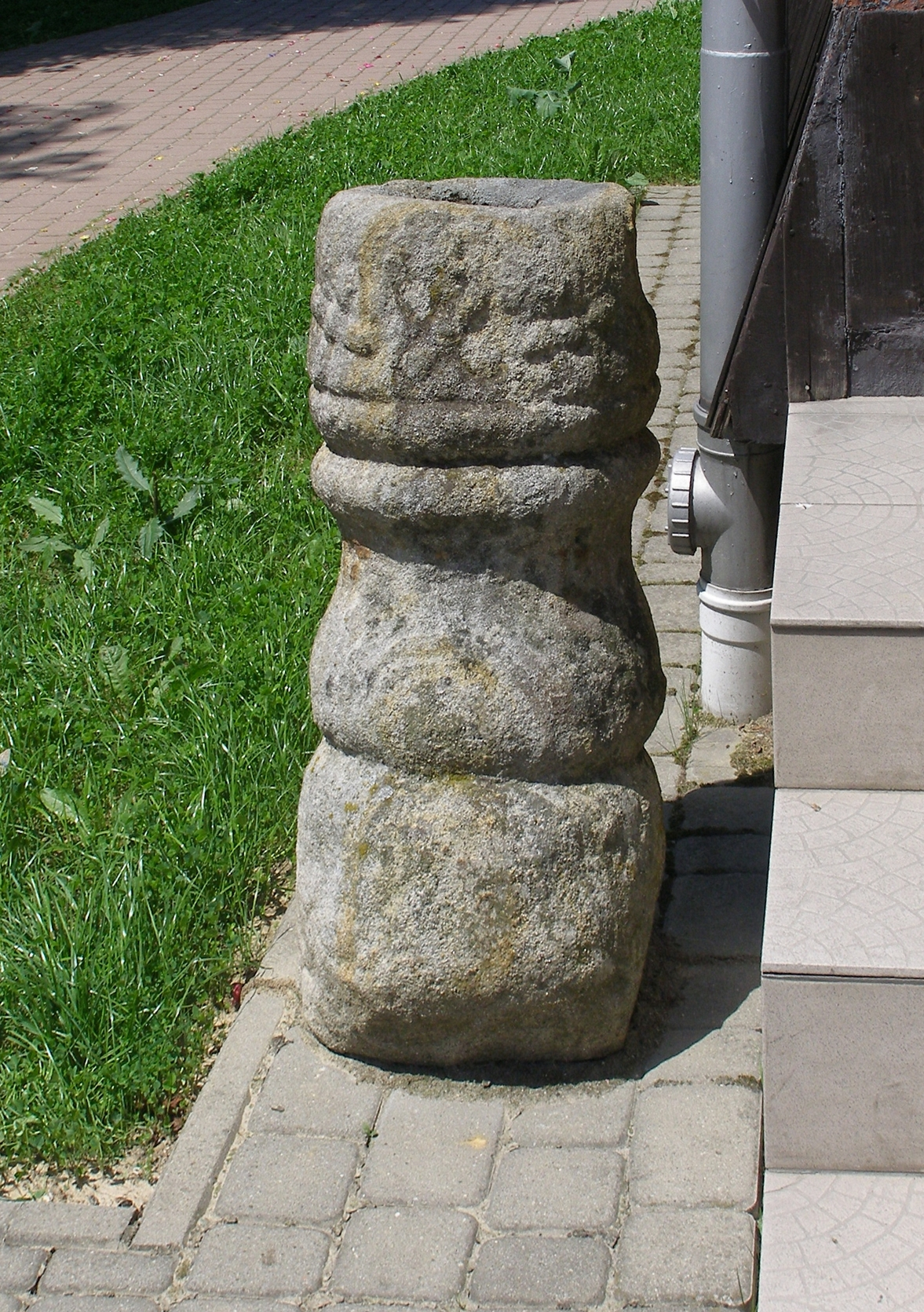
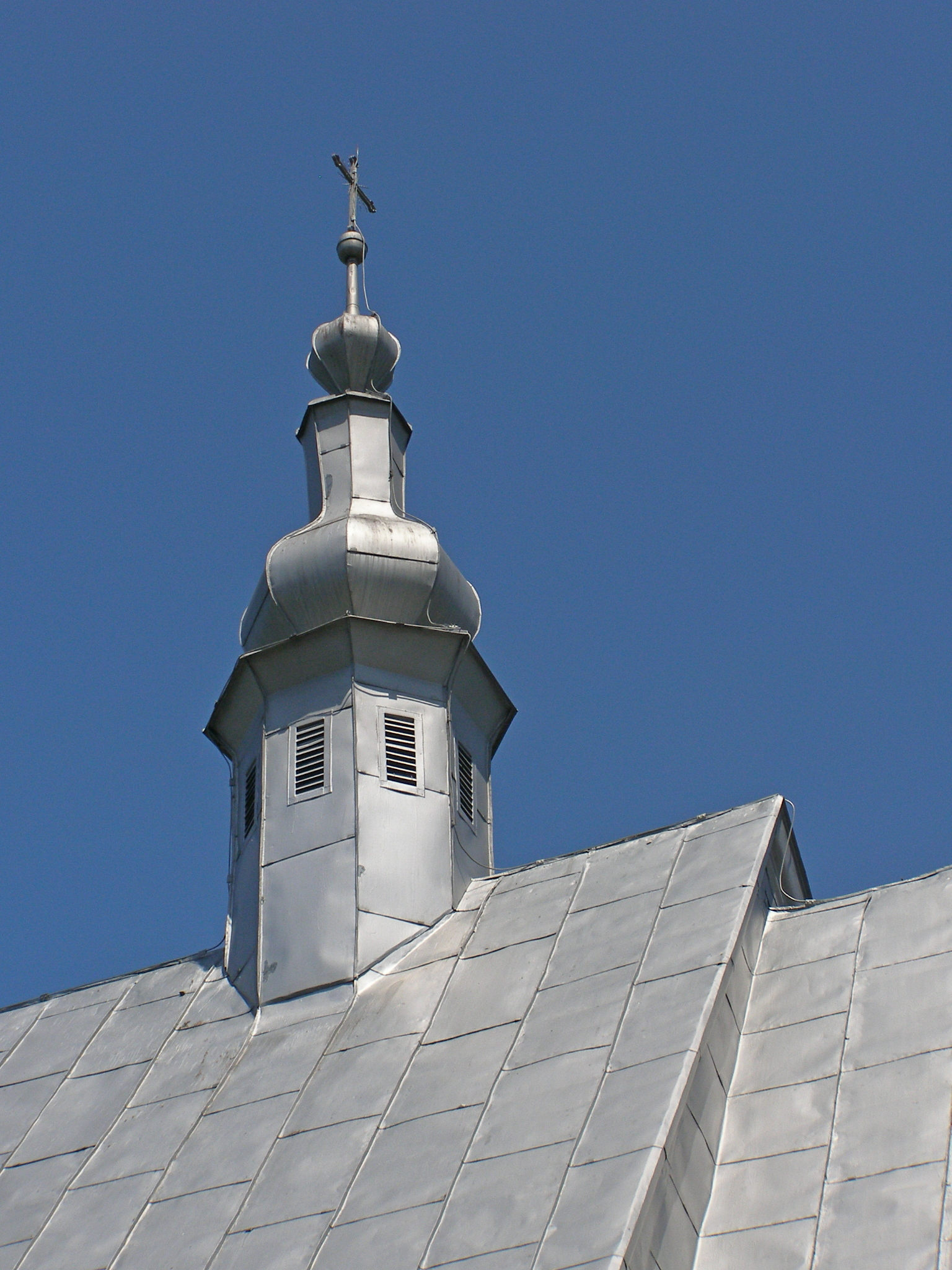
Wieżyczka na sygnaturkę